# Tsjichoera Satsjchere
Tsjichoera Satsjchere (Georgisch: ჩიხურა საჩხერე) is een in 1936 opgerichte voetbalclub uit de stad Satsjchere, Georgië.
In 2006 werd de club kampioen van de Erovnuli Liga 2 (tweede klasse) en promoveerde zo voor het eerst naar de Erovnuli Liga, de hoogste klasse. Sinds het seizoen 2007/2008 speelde het weer in de tweede klasse. In 2012 promoveerde de club terug naar het hoogste niveau.

## Erelijst
- Georgische voetbalbeker

Winnaar: 2017
Finalist: 2013, 2014
- Georgische supercup

Winnaar: 2013

## Eindklasseringen (grafiek) vanaf 2004
| 6 |

| 8 |

| 1 |

| 12 |

| 5 |

| 2 |

| 6 |

| 4 |

| 1 |

| 4 |

| 4 |

| 5 |

| 4 |

| 2 |

| 5 |

| 4 |

| 5 |

| 9 |

| 10 |

| 16 |

| 16 |

| Erovnuli Liga | Erovnuli Liga 2 | Liga 3 (Georgië) |

## In Europa
#Q = #kwalificatieronde, T/U = Thuis/Uit, W = Wedstrijd, PUC = punten UEFA-coëfficiënten .
Uitslagen vanuit gezichtspunt Tsjichoera Satsjchere 
| Seizoen                                                     | Competitie    | Ronde | Land                     | Club               | Totaalscore  | 1e W    | 2e W    | PUC |
| ----------------------------------------------------------- | ------------- | ----- | ------------------------ | ------------------ | ------------ | ------- | ------- | --- |
| 2013/14                                                     | Europa League | 1Q    | Vlag van Liechtenstein   | FC Vaduz           | 1-1 u        | 0-0 (T) | 1-1 (U) | 1.0 |
|                                                             |               | 2Q    | Vlag van Zwitserland     | FC Thun            | 1-5          | 0-2 (U) | 1-3 (T) | 1.0 |
| 2014/15                                                     | Europa League | 1Q    | Vlag van Noord-Macedonië | FK Turnovo         | 4-1          | 1-0 (U) | 3-1 (T) | 3.5 |
|                                                             |               | 2Q    | Vlag van Turkije         | Bursaspor          | 0-0 (4-1 ns) | 0-0 (U) | 0-0 (T) | 3.5 |
|                                                             |               | 3Q    | Vlag van Azerbeidzjan    | Neftçi Bakoe       | 2-3          | 0-0 (U) | 2-3 (T) | 3.5 |
| 2016/17                                                     | Europa League | 1Q    | Vlag van Moldavië        | FC Zimbru Chisinau | 3-3 u        | 1-0 (U) | 2-3 (T) | 1.0 |
| 2017/18                                                     | Europa League | 1Q    | Vlag van Oostenrijk      | SCR Altach         | 1-2          | 0-1 (T) | 1-1 (U) | 0.5 |
| 2018/19                                                     | Europa League | 1Q    | Vlag van Israël          | Beitar Jeruzalem   | 2-1          | 0-0 (T) | 2-1 (U) | 2.0 |
|                                                             |               | 2Q    | Vlag van Slovenië        | NK Maribor         | 0-2          | 0-0 (T) | 0-2 (U) | 2.0 |
| 2019/20                                                     | Europa League | 1Q    | Vlag van Luxemburg       | Fola Esch          | 4-2          | 2-1 (U) | 2-1 (T) | 2.5 |
|                                                             |               | 2Q    | Vlag van Schotland       | Aberdeen FC        | 1-6          | 1-1 (T) | 0-5 (U) | 2.5 |
| Totaal aantal behaalde punten voor UEFA-coëfficiënten: 10.5 |               |       |                          |                    |              |         |         |     |

Zie ook
- Deelnemers UEFA-toernooien Georgië
- Eeuwige ranglijst van deelnemers UEFA-clubcompetities